# I Will for Love
I Will for Love è un singolo del gruppo musicale britannico Rudimental, pubblicato il 31 luglio 2015 come terzo estratto dal secondo album in studio We the Generation.

## Descrizione
Traccia d'apertura di We the Generation, il brano ha visto la partecipazione del cantautore britannico Will Heard ed è stato eseguito per la prima volta dal gruppo già nel mese di maggio 2015, in occasione della loro partecipazione al programma televisivo Later... with Jools Holland. Riguardo al significato del brano, Amir Amor ha dichiarato che «riguarda la nostra spinta comune, una spinta incredibilmente potente. È riguardo alla distanza che abbiamo l'uno con l'altro, verso tutti coloro che amiamo».

## Video musicale
Il videoclip, diretto dal collettivo I Owe Youth e girato in Messico, è stato pubblicato l'11 settembre 2015 attraverso il canale YouTube e ha come protagonista una famiglia che scappa dal proprio Paese d'origine per dirigersi verso un nuovo Paese dove condurre una vita migliore.
Il 6 ottobre dello stesso anno è stato pubblicato il videoclip di una versione acustica del singolo, diretto e prodotto da Dan Massie.

## Tracce
Download digitale
1. I Will for Love (feat. Will Heard) – 4:07

Download digitale – Remix EP
1. I Will for Love (feat. Will Heard) (Sonny Fodera Remix) – 6:10
2. I Will for Love (feat. Will Heard) (Special Request Remix) – 5:53
3. I Will for Love (feat. Will Heard) (Roni Size Remix) – 4:11
4. I Will for Love (feat. Will Heard) (SYV Remix) – 4:15 – assente nell'edizione di Beatport[8]

## Classifiche
| Classifica (2015)   | Posizione massima |
| ------------------- | ----------------- |
| Belgio (Fiandre)    | 73                |
| Regno Unito         | 138               |
| Regno Unito (dance) | 35                |